# Havsöra, Geta
Havsöra är en udde i norra Geta på Åland.